# Radiohead: The Best Of
Radiohead: The Best Of è la seconda raccolta del gruppo musicale britannico Radiohead, pubblicata il 2 giugno 2008 dalla EMI.

## Descrizione
È stato distribuito in due formati: limited edition con 2 CD e 29 canzoni e la standard edition con un solo CD e 16 canzoni. Nello stesso giorno è stato pubblicato anche il DVD con l'intera raccolta dei videoclip della band dal 1993 al 2003.
L'opera ha creato non pochi dissensi tra i fan, visto che l'etichetta che ha pubblicato l'album è la EMI, la stessa che detiene i diritti delle canzoni dei Radiohead fino al 2003, l'anno dell'album  Hail to the Thief. I Radiohead infatti si sono staccati dalla EMI solo nel 2005 e si sono autoprodotti per registrare l'album In Rainbows nel 2007. Lo stesso gruppo, in un'intervista, si è espresso contrario alla pubblicazione di questo best of.
La copertina, rappresentante due uomini stilizzati che si stringono la mano, ricorda quella di Wish You Were Here dei Pink Floyd.

## Tracce
1. Just
2. Paranoid Android
3. Karma Police
4. Creep
5. No Surprises
6. High and Dry
7. My Iron Lung
8. There There
9. Lucky
10. Optimistic
11. Fake Plastic Trees
12. Idioteque
13. 2 + 2 = 5
14. The Bends
15. Pyramid Song
16. Street Spirit (Fade Out)
17. Everything in Its Right Place

CD bonus nell'edizione limitata
1. Airbag
2. I Might Be Wrong
3. Go To Sleep
4. Let Down
5. Planet Telex
6. Exit Music (For a Film)
7. The National Anthem
8. Knives Out
9. Talk Show Host
10. You
11. Anyone Can Play Guitar
12. How to Disappear Completely
13. True Love Waits (live in Oslo 2001)